# بالناریو کامبوریو
بالناریو کامبوریو (به پرتغالی: Balneário Camboriú) یک شهرداری‌های برزیل و شهرداری و شهر بزرگ در برزیل است که در سانتا کاتارینا واقع شده‌است. بالناریو کامبوریو ۴۶ کیلومتر مربع مساحت و ۱۴۵٬۷۹۶ نفر جمعیت دارد و ۲ متر بالاتر از سطح دریا واقع شده‌است.